# 卡尔洛斯·纳萨尔
卡尔洛斯·纳萨尔（2004年5月12日—），保加利亚男子举重运动员，2019年世界青年举重锦标赛男子73公斤级金牌得主、2021年世界举重锦标赛男子81公斤级金牌得主、2024年夏季奥林匹克运动会男子89公斤级金牌得主。